# ムラカミ記者のアニメ!!パンチ
『ムラカミ記者のアニメ!!パンチ』（ムラカミきしゃのアニメパンチ）は、2011年1月5日から2013年9月29日まで文化放送超!A&G+で放送されていた簡易動画付きラジオ番組。パーソナリティは村上幸将。

## 番組概要
日刊スポーツ東京版（東日本）で掲載されているアニメ情報面「アニメ!!パンチ」との連動番組。日刊スポーツのムラカミ記者のとっておき情報を届ける。

### 放送時間
月2回更新 （第1月曜日を基準として第1週・第3週更新）
- 2011年1月5日 - 2011年9月21日

水曜日 16:00 - 16:30 （リピート放送: 木曜日 6:00 - 6:30）
- 2011年10月9日 - 2011年12月25日

日曜日 18:30 - 19:00 （リピート放送: 月曜日 6:30 - 7:00）
隔週更新
- 2012年1月8日 - 2013年3月31日

日曜日 18:30 - 19:00 （リピート放送: 月曜日 6:30 - 7:00）
- 2013年4月14日 - 2013年9月29日

日曜日 18:00 - 18:30 （リピート放送: 月曜日 6:30 - 7:00）

### パーソナリティ
パーソナリティ
村上幸将（日刊スポーツアニメ記者）
アシスタント
吉田カナ子（2011年1月5日 - 2012年9月30日）
有賀友利恵（2012年10月28日 - 2013年9月29日）

### テーマソング
オープニング
- 2011年1月5日 - 2011年3月9日

アラウンド・ザ・ワールド / レッド・ホット・チリ・ペッパーズ
- 2011年3月23日 - 2011年9月21日

銀河鉄道999 / ゴダイゴ
- 2011年10月9日 - 2012年12月23日

ガッチャマンの歌 / 子門真人、コロムビアゆりかご会
- 2013年1月6日 - 2013年9月29日

銀河鉄道999 / ゴダイゴ
エンディング
- 2011年1月5日 - 2011年9月21日

ときのかけら / びんびんGirls
- 2011年10月9日 - 2012年10月14日

秘密戦隊ゴレンジャー / ささきいさお、こおろぎ'73
- 2013年1月6日 - 2013年9月29日

Groovy! / 広瀬香美

## コーナー
アニメ!!パンチ情報局
最新のアニメ情報を「1面記事」｢三面記事｣に分けて紹介する。また、アシスタントも独自取材したニュースを紹介する。

## エピソード
- 第6回（2011年3月23日） 村上記者が「東日本大震災」の取材報道で欠席したため、吉田カナ子と番組スタッフだけの出演だった（村上記者はアニメ!!パンチ情報局のコーナーで音声のみの出演）。
- 第7回（2011年4月6日） この回は番組アシスタントの座を狙うべくBGP出身の藤田由美子が突如ゲストで登場し、リスナーからの投票でアシスタント候補の投票を行なった。
- 第18回（2011年9月21日） 番組収録の模様を公開生ツイートで行っていた。また、その収録分で放送日と放送時間変更が告知された。
- 第24回（2011年12月25日） 村上記者が年末の取材多忙のため、アニメ!!パンチ情報局のコーナーのみ音声だけの出演だった。
- 第42回（2012年9月2日） 収録日当日ムラカミ記者が体調不良にもかかわらず「Animelo Summer Live 2012」の取材リポートなどを伝えるために出席し、番組途中で別取材のため早退した。
- 第43回（2012年9月16日） 番組アシスタントの吉田が9月いっぱいで番組を卒業することを発表した。
- 第44回（2012年9月30日） この日で卒業する吉田のために動画付きの「ラジオどっとあい・吉田佳那子の木陰な秘密基地」の1回限りの限定復活企画を放送した。もちろん、反省会も動画つきで行なった。
- 第45回（2012年10月14日） 新アシスタントが決まっていないためムラカミ記者一人で番組を進行していた。

## ゲスト
- 第7回（2011年4月6日） 藤田由美子
- 第10回（2011年5月18日） 新海誠、金元寿子（インタビュー出演）
- 第11回（2011年6月8日） 富田麻帆
- 第21回（2011年11月13日） 山本琴乃
- 第24回（2011年12月25日） 天野翔太（代打パーソナリティ）
- 第31回（2012年4月1日） 南里侑香
- 第45回（2012年10月14日） うるめいつ女子組